# Liste von Sakralbauten in Kassel
Die Liste von Sakralbauten in Kassel umfasst Gotteshäuser in Trägerschaft der christlichen Konfessionen und anderer religiöser Gemeinschaften in der Stadt Kassel. Nicht in der Liste enthalten sind Gebetsräume und Gottesdiensträumlichkeiten, welche weder umgewidmete profane Gebäude noch dedizierte Sakralbauten sind.

## Katholische Kirche
| Name                                        | Bild | Ortsteil                 | Errichtung            | Bemerkungen                                                                                                 |
| ------------------------------------------- | ---- | ------------------------ | --------------------- | --- |
| St. Andreas ▼                               |      | Forstfeld                | 1970–73               | |
| St. Bonifatius ▼                            |      | Wesertor                 | 1956–57               | |
| St. Elisabeth ▼                             |      | Mitte                    | 1777 / 1959           | |
| St. Familia ▼                               |      | Mitte                    | 1897–99 / 1953        | |
| Herz Jesu ▼                                 |      | Niederzwehren            | 1927 / 1970           | |
| Herz Mariae ▼                               |      | Harleshausen             | 1957                  | |
| St. Joseph ▼                                |      | Rothenditmold            | 1906–1907 / 1943–53   | |
| St. Kunigundis ▼                            |      | Bettenhausen             | 8. April 1925–1927    | Kirchenweihe am 14. August 1927                                                                             |
| St. Laurentius ▼                            |      | Philippinenhof-Warteberg | 1962                  | als römisch-katholische Kirche profaniert am 28. April 2024, weiterhin Nutzung als syrisch-orthodoxe Kirche |
| St. Maria (Rosenkranzkirche) ▼              |      | Vorderer Westen          | 1899–1901 / 1946–1949 | |
| Maria Königin des Friedens (Fatimakirche) ▼ |      | Bad Wilhelmshöhe         | 1957–59               | |
| St. Michael ▼                               |      | Wehlheiden               | 1963–65               | |
| St. Nikolaus von Flüe ▼                     |      | Oberzwehren              | 1958–1959             | |
| St. Theresia v. Kinde Jesu ▼                |      | Niederzwehren            | 1968–1970             | |

## Evangelische Kirche
| Name                    | Bild | Ortsteil                 | Errichtung          | Träger | Bemerkungen |
| ----------------------- | ---- | ------------------------ | ------------------- | ------ | ----------- |
| Adventskirche ▼         |      | Wehlheiden               |                     |        |             |
| Apostelkapelle ▼        |      | Vorderer Westen          |                     |        |             |
| Auferstehungskirche ▼   |      | Nord-Holland             |                     |        |             |
| Christuskirche ▼        |      | Bad Wilhelmshöhe         |                     |        |             |
| Dreifaltigkeitskirche ▼ |      | Süsterfeld-Helleböhn     |                     |        |             |
| Emmauskirche ▼          |      | Brasselsberg             |                     |        |             |
| Erlöserkirche           |      | Fasanenhof               |                     |        |             |
| Erlöserkirche ▼         |      | Harleshausen             |                     |        |             |
| Friedenskirche ▼        |      | Vorderer Westen          | 1905–1908           |        |             |
| Immanuelkirche ▼        |      | Forstfeld                | 1961–1963           |        |             |
| Jakobuskirche ▼         |      | Bettenhausen             |                     |        |             |
| Johannis-Kirche         |      | Wolfsanger               |                     |        |             |
| Karlskirche ▼           |      | Mitte                    | 1698–1710/1957      |        |             |
| Kirche Jungfernkopf     |      | Jungfernkopf             |                     |        |             |
| Kirche Kirchditmold ▼   |      | Kirchditmold             | 1792                |        |             |
| Kirche Rothenditmold    |      | Nord-Holland             |                     |        |             |
| Kirche Waldau           |      | Waldau                   |                     |        |             |
| Klosterkirche           |      | Nordshausen              |                     |        |             |
| Kreuzkirche             |      | Vorderer Westen          |                     |        |             |
| Lukaskirche             |      | Niederzwehren            |                     |        |             |
| Lutherkirche ▼          |      | Mitte                    | 1894–97/1970        |        |             |
| Marienkirche            |      | Bettenhausen             |                     |        |             |
| Markuskirche            |      | Südstadt                 |                     |        |             |
| Martinskirche ▼         |      | Mitte                    | 1364–1462 / 1954–58 |        |             |
| Matthäuskirche          |      | Niederzwehren            |                     |        |             |
| Neue Brüderkirche       |      | Wesertor                 |                     |        |             |
| Paul-Gerhardt-Kirche    |      | Kirchditmold             |                     |        |             |
| Schlosskapelle          |      | Bad Wilhelmshöhe         |                     |        |             |
| Stephanuskirche         |      | Oberzwehren              |                     |        |             |
| Thomaskirche            |      | Oberzwehren              |                     |        |             |
| Unterneustadt           |      | Unterneustadt            |                     |        |             |
| Versöhnungskirche       |      | Wolfsanger               |                     |        |             |
| Zionskirche ▼           |      | Philippinenhof-Warteberg |                     |        |             |

## Weitere christliche Kirchen und Gemeinschaften
| Name                                                                 | Bild | Stadt, Ortsteil       | Errichtung | Träger                                                                        | Bemerkungen                                                                     |
| -------------------------------------------------------------------- | ---- | --------------------- | ---------- | ----------------------------------------------------------------------------- | ------------------------------------------------------------------------------- |
| Kirche der Siebten Tags Adventisten ▼                                |      | Wehlheiden            |            | Siebenten-Tags-Adventisten                                                    |                                                                                 |
| Kirche von Die Christengemeinschaft                                  |      |                       |            | Die Christengemeinschaft                                                      |                                                                                 |
| Baptistenkapelle Möncheberg ▼                                        |      | Wesertor              | 1911       | EFG                                                                           |                                                                                 |
| Baptistenkapelle Oberzwehren ▼                                       |      | Oberzwehren           | 1952       | EFG                                                                           |                                                                                 |
| Evangeliumschristen Baptistengemeinde                                |      | Oberzwehren           |            | Evangeliums-Christen                                                          |                                                                                 |
| FeG Kassel-Ost ▼                                                     |      | Bettenhausen          | 1998–99    | FeG                                                                           |                                                                                 |
| FeG Kassel-Wilhelmshöhe ▼                                            |      | Bad Wilhelmshöhe      | 1977       | FeG                                                                           | Altbau, nicht speziell als Sakralbau errichtet, sondern umgebaut und umgewidmet |
| Jesus Centrum Kassel                                                 |      | Niederzwehren         |            |                                                                               |                                                                                 |
| Serbische orthodoxe Gemeinde des hl. Großmartyrers und Fürsten Lazar |      | Niederzwehren         |            |                                                                               |                                                                                 |
| St. Michaelis                                                        |      | Südstadt              |            | SELK                                                                          |                                                                                 |
| Kirche der Katholisch-Apostolischen Gemeinde Kassel                  |      | Wesertor              |            | Katholisch-apostolische Gemeinden                                             |                                                                                 |
| Kirche Jesu Christi der Heiligen der Letzten Tage                    |      | Südstadt              |            | Kirche Jesu Christi der Heiligen der Letzten Tage                             |                                                                                 |
| Königreichssaal ▼                                                    |      | Oberzwehren           |            | Zeugen Jehovas                                                                |                                                                                 |
| Neuapostolische Kirche                                               |      | Bettenhausen (Kassel) |            |                                                                               |                                                                                 |
| Neuapostolische Kirche Harleshausen                                  |      | Harleshausen          |            |                                                                               |                                                                                 |
| Neuapostolische Kirche Nordost                                       |      | Wesertor              |            |                                                                               |                                                                                 |
| Neuapostolische Kirche Südwest                                       |      |                       |            |                                                                               |                                                                                 |
| Paulus-Kirche                                                        |      |                       |            | früher Anglikanische Gemeinschaft und heute Evangelisch-methodistische Kirche |                                                                                 |

## Sonstige Kapellen
| Name                                                               | Bild | Stadt, Ortsteil | Errichtung | Träger | Bemerkungen |
| ------------------------------------------------------------------ | ---- | --------------- | ---------- | ------ | ----------- |
| Evangelische Mutterhauskirche des Diakonissenkrankenhaus in Kassel |      |                 |            |        |             |
| Kapelle im Klinikum Kassel                                         |      | Fasanenhof      |            |        |             |

## Moscheen
| Name            | Bild | Stadt, Ortsteil | Errichtung | Träger                  | Bemerkungen |
| --------------- | ---- | --------------- | ---------- | ----------------------- | ----------- |
| Mahmud-Moschee  |      | Niederzwehren   |            | Ahmadiyya Muslim Jamaat |             |
| Mevlana Moschee |      | Oberzwehren     | 2008–2014  | DITIB                   |             |

## Jüdische Gemeinschaft
| Name     | Bild | Stadt, Ortsteil | Errichtung | Träger | Bemerkungen |
| -------- | ---- | --------------- | ---------- | ------ | ----------- |
| Synagoge |      | Mitte           | 2000       |        |             |

## Ehemalige Sakralbauten
| Name                | Bild | Stadt, Ortsteil | Errichtung | Träger                     | Bemerkungen                                       |
| ------------------- | ---- | --------------- | ---------- | -------------------------- | ------------------------------------------------- |
| Brüderkirche        |      | Mitte           | 1298–1376  | Stiftung Alte Brüderkirche | umgewidmet 1971                                   |
| Ev. Garnisonskirche |      | Mitte           | 1757–1770  |                            | zerstört 1943, Ruine wird von Gastronomie genutzt |